# Deutsche Tourenwagen Meisterschaft

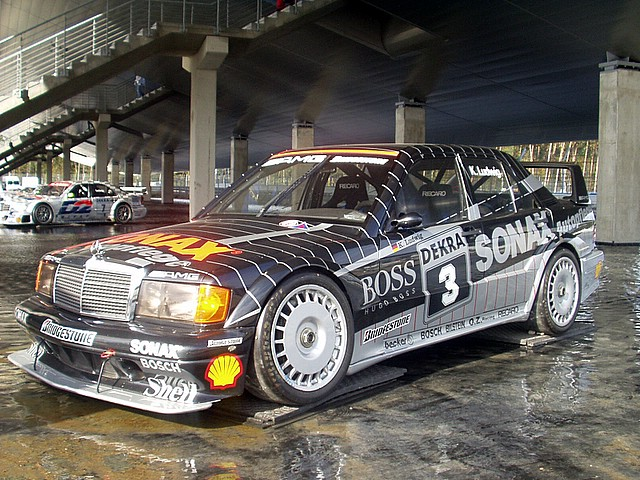
Mercedes Benz 190E, que compitió en la temporada 1992.

El Deutsche Tourenwagen Meisterschaft (DTM), o International Touring Car Championship (ITCC) fue una categoría de automovilismo disputada en Alemania entre los años 1984 y 1996. Participaban automóviles de turismo modificados que alcanzaban una potencia de casi 400 CV. Sin embargo, la obsesión por lograr un mayor poderío a nivel mundial, la llevó al colapso en 1997. Renació como categoría en el 2000 como Deutsche Tourenwagen Masters.

## Historia
El Deutsche Tourenwagen Meisterschaft nació en Alemania en 1984, como reemplazo de la extinta DRM, y rápidamente atrajo a marcas tales como Audi, BMW, Mercedes-Benz, Ford, Opel, Alfa Romeo y Volvo a participar con equipos oficiales con sus automóviles de calle pero modificados para correr en estas competitivas condiciones. 
La llegada de marcas oficiales llevó a la categoría a reemplazar la homologación Grupo A en 1993 por la Clase 1. El reglamento liberal generó un auge tecnológico increíble e inesperado, que los llevó a desarrollar valiosos aditamentos innovadores que tiempo después se incorporaron a los automóviles de calle, tal como antibloqueo de frenos, chasis de fibra de carbono y cajas de cambios semiautomáticas. 
Sin embargo, sería esto también lo que condenaría el futuro de la categoría, ya que el ímpetu por lograr mayor público para promocionar las marcas llevó a un mayor gasto para ganar. Las marcas alemanas Audi y BMW decidieron abandonarlo en 1993 y fundar una nueva categoría más económica, el Super Tourenwagen Cup. Además, el DTM empezó a sufrir problemas de asistencia de público a los circuitos, dado que las entradas habían sido duplicadas, y en la cobertura televisiva en Europa (excepto en Alemania, Italia y Finlandia), ya que la FIA había aumentado el precio de los derechos de televisión. El DTM también pasó a correr en lugares fuera de Alemania, incluso fuera de Europa (Brasil, Francia y Japón), con cada carrera teniendo poca afluencia de espectadores. También las marcas se cuestionaron el hecho de tener que competir en países donde sus autos no estaban a la venta (por ejemplo, los Alfa Romeos no se vendían en Brasil). 
Esta alza en los presupuestos llevó a que cuando se cambió el nombre DTM por ITC (International Touring Car Championship) en 1995, las marcas decidieron retirarse. Sólo quedó Mercedes en competencia, quienes se retiraron a inicios de 1997, con la competencia siendo posteriormente cancelada.
En el año 2000, se creó el Deutsche Tourenwagen Masters que tiene vigencia hasta la actualidad, y donde han competido Audi, BMW, Opel, Mercedes-Benz y Aston Martin.

## Campeones
| Año         | Piloto             | Automóvil               |
| ----------- | ------------------ | ----------------------- |
| 1984        | Volker Strycek     | BMW 635 CSi             |
| 1985        | Per Stureson       | Volvo 240 Turbo         |
| 1986        | Kurt Thiim         | Rover Vitesse           |
| 1987        | Eric van de Poele  | BMW M3                  |
| 1988        | Klaus Ludwig       | Ford Sierra RS Cosworth |
| 1989        | Roberto Ravaglia   | BMW M3                  |
| 1990        | Hans-Joachim Stuck | Audi V8 Quattro         |
| 1991        | Frank Biela        | Audi V8 Quattro         |
| 1992        | Klaus Ludwig       | Mercedes 190E           |
| 1993        | Nicola Larini      | Alfa Romeo 155 V6       |
| 1994        | Klaus Ludwig       | AMG Mercedes Clase C    |
| 1995 (DTM)  | Bernd Schneider    | AMG Mercedes Clase C    |
| 1995 (ITCC) | Bernd Schneider    | AMG Mercedes Clase C    |
| 1996 (ITCC) | Manuel Reuter      | Opel Calibra V6         |